# Planet Hemp
Planet Hemp é um grupo musical brasileiro de rap rock, conhecido por iniciar a carreira dos rappers Marcelo D2 e BNegão por suas letras de apoio à legalidade da cannabis. A banda foi fundada no Rio de Janeiro em 1993, tendo como integrantes originais Marcelo D2, Skunk, Rafael, Formigão e Bacalhau.
A banda se separou em 2001 por divergências entre os integrantes, e Marcelo D2 e BNegão focaram em seus projetos solo. Desde 2018, a banda se reuniu e segue em turnê.

## História

### Formação da banda e primeiros anos
A banda nasceu de um encontro entre Marcelo D2 e Skunk no bairro do Catete, no Rio de Janeiro. Marcelo, que, na época, era vendedor ambulante de camisetas de rock, usava uma camiseta da banda hardcore Dead Kennedys. Skunk deu início a um diálogo, falando sobre música todo o tempo. Assim nasceu a amizade entre os dois. Originalmente, a Planet Hemp era para ser uma banda de rock, mas nenhum dos dois sabia tocar um instrumento. Por isso, optaram pelo rap. O nome da banda foi tirado da revista americana High Times, especializada em cannabicultura, ou seja, sobre o cultivo de maconha: hemp, em inglês, significa "cânhamo". Devido ao nome, anos mais tarde o grupo inteiro foi preso por fazer apologia às drogas.
O Planet Hemp não ficaria limitado musicalmente ao rap: logo, Rafael Crespo, Bacalhau e Formigão vieram se juntar a Marcelo D2 e Skunk, trazendo para o Planet Hemp guitarra, bateria e baixo, e fazendo com que as letras de rap de Marcelo e Skunk recebessem um ritmo totalmente novo e original, batizado pela banda como "Raprocknrollpsicodeliahardcoreragga", devido à mescla entre a psicodelia das guitarras, o rap dos vocais e diversas outras influências musicais da banda.
Em apenas dois ensaios, compuseram seis músicas: “Puta Disfarçada”, “Phunky Budda”, “Terceiro Mundo”, “Porcos Fardados”, “A Culpa é de Quem?” e “Futuro do País”. Esse foi o repertório do primeiro show do Planet Hemp, na noite de 24 de julho de 1993, no lendário Garage, tocando apenas para os amigos. Dali em diante passaram a fazer pelo menos um show por mês local.
Os dois primeiros shows do Planet Hemp em São Paulo aconteceram em 1993 no Urbania, com Skunk e D2 nos vocais. O evento marcou o lançamento da primeira fita demo, Direto do Planeta Rap. Na primeira vez, a banda dividiu a noite com Speedfreaks e Manson Family. Na segunda, um mês depois, tocou junto com o Cold Turkey, a banda paralela do guitarrista Rafael Crespo. A banda ficou hospedada num único quarto de hotel na Boca do Lixo, no centro da cidade, onde aconteceram várias aventuras. Ninguém do grupo sabia, mas o Skunk já estava com AIDS e pedira demissão do seu emprego que tanto odiava. Ele queria viver intensamente os seus últimos meses de vida.
Seguiram o circuito alternativo em apresentações no Rio de Janeiro, São Paulo, Belo Horizonte, Curitiba e em festivais como o Festival Juntatribo (Campinas) e Superdemo.
Em março de 1994, o Planet Hemp realizou o sonho de abrir para os gaúchos do DeFalla. O show foi no Circo Voador. Naquele dia, o escritor Charles Bukowski tinha acabado de morrer. Em sua homenagem, Marcelo D2 tocou com duas camisetas. Por cima, a do falecido beatnik; no meio da apresentação, já suado, tirou a do gringo e ficou com a de baixo, da banda Pavilhão 9.
Em 1994, a morte de Skunk, em decorrência da AIDS, quase decretou o fim do grupo. Mas BNegão, que era presente em todos os concertos, assumiu o outro vocal. A banda conseguiu um contrato com a Sony Music (Superdemo / Chaos), de Elza Cohen, e gravou três álbuns: Usuário (1995), Os Cães Ladram mas a Caravana Não Pára (1997) e A Invasão do Sagaz Homem Fumaça (2000).

### 1995:Usuário
Lançado em março de 1995, o disco Usuário contava com hits como "Legalize Já" que se transformou em hit, apesar do videoclipe ter sofrido censuras. Mas o grupo não chamou atenção somente pelas letras que falam de maconha e legalização. O álbum tem na sonoridade uma fusão entre vários gêneros, extraído dos membros e de participantes igualmente inovadores, como o DJ Zé Gonzales e o vocalista Black Alien. O grupo mostrava-se completamente antenado com as novas tendências norte americanas do rock, onde buscavam influências da cultura negra como meio de renovação. Deste período, surgiram nomes consagrados internacionalmente como o Rage Against the Machine.

### 1996–1997:Os Cães Ladram mas a Caravana Não Párae a prisão da banda
Cento e cinquenta mil cópias depois, e com concertos agendados por todo Brasil, o Planet Hemp entrou em estúdio em 1996 para gravar seu segundo disco, que levaria o profético título Os Cães Ladram mas a Caravana Não Pára.
Profético porque, com o sucesso da banda, grupos mais conservadores de algumas regiões começaram a movimentar-se para impedir concertos, afixação de cartazes ou até mesmo aparições dos Planet Hemp em suas cidades. A polícia e nomes conhecidos como o apresentador Luiz Carlos Alborghetti já estavam perseguindo o grupo. Cada vez mais conhecidos e reconhecidos como um grupo à frente do que estava a ser feito em seu próprio país, a tensão foi aumentando e culminou com a prisão dos membros durante um concerto em Brasília, em 9 de novembro de 1997, por suposta apologia às drogas. Foram cinco dias de cadeia e muitos protestos tanto a partir dos fãs quanto na classe artística. O tiro saiu pela culatra. Com a prisão, vários setores a favor do movimento pró-despenalização ou descriminalização dos consumidores de drogas leves, como políticos, ONG’s, artistas e comunicação social, levantaram-se contra aquela arbitrariedade. O Planet Hemp, além de fãs, músicas nas rádios e com discos a esgotarem nas lojas, ganhariam espaço nos telejornais. Após um habeas corpus, e um longo processo vencido, a “caravana” seguiu, tornando-se numa das bandas mais famosas e solicitadas do mercado. O disco Os Cães Ladram mas a Caravana Não Pára, CD gravado no final de 1996, mixado nos Estados Unidos, trouxe outra qualidade à já consagrada banda, obtendo Disco de Platina.
A capa do álbum foi assinada pelo quadrinista Marcello Quintanilha.
O vocalista BNegão saiu da banda, sendo substituído por Black Alien, mas não deixou de emprestar sua voz para o novo disco, em faixas com "Hip Hop Rio" e "100% Hardcore". Zé Gonzales nas picapes, Apollo 9 nos teclados completaram a formação básica do álbum. Os Cães Ladram mas a Caravana Não Pára é hardcore com influência de jazz, bossa-nova e até samba. Destaque para a faixa "Queimando Tudo", uma crítica bem humorada á perseguição que os caras sofreram em várias cidades brasileiras, por falarem sobre a legalização da maconha.
Em 1997, a banda foi novamente presa após um show, por apologia às drogas, na maioria dos seus shows, a eventual intervenção da polícia provocava brigas e confusões. O Planet Hemp tocou com Black Alien & Speed, Beastie Boys, Cypress Hill e lotou o Metropolitan em um concerto conjunto com os Raimundos, com público de mais de 6 mil pessoas.

### 1998–2000: Carreira solo de D2 e terceiro disco
Com a notoriedade, Marcelo D2 precisou de um tempo para recompor suas ideias e resolveu apostar num trabalho solo antes de avançar para o terceiro disco do Planet Hemp. Em 1998; rumou para os EUA para gravar o aclamado “Eu Tiro é Onda”.
Assim, somente em 2000 o Planet Hemp conclui seu trabalho, "A Invasão do Sagaz Homem Fumaça", e "Ex-Quadrilha da Fumaça" começa a ser executada em várias rádios. A última formação contou com Marcelo D2 (vocal), BNegão (vocal), Formigão (baixo), Rafael Crespo (guitarra), Pedrinho (bateria), Zé Gonzales (DJ) e Apolo 9 (teclados).
Em 1996, fizeram um show, junto com O Rappa., e em 1997 tiveram duas indicações no Video Music Brasil 1997.

### 2001–2003:MTV ao Vivoe fim da banda
Sucesso, fama, reconhecimento, concertos no Brasil e em países como os Estados Unidos, Canadá, Japão, Holanda e Portugal. Em homenagem à primeira década de existência do grupo, que ainda tinha energia para gastar, a MTV Brasil produziu em 2001, o MTV ao Vivo: Planet Hemp, lançado em CD e DVD e transmitido no mesmo canal. No mesmo ano, a banda encerrou suas atividades por conta de brigas entre os membros da banda, além da preferência dada por Marcelo D2 à sua carreira solo.
Em julho de 2003, a banda se apresentou em Portugal, no primeiro dia do festival Vilar de Mouros. Com o sol ainda no cima, o Planet Hemp fez um dos melhores concertos do evento. Meios de comunicação como o jornal “O Público”, o musical “Blitz” e os canais “SIC Radical” e “Sol Música”, foram generosos nos elogios e classificaram aquele como “um dos concertos mais empolgantes do Verão”.

### 2010: Reunião noVMB
Depois de uma longa pausa, banda voltou a se reunir no palco do Armazém 2, no Píer Mauá no Rio de Janeiro, no dia 20 de outubro de 2010 em uma festa organizada pela MTV Brasil em comemoração aos 20 anos da emissora no Brasil. O "pocket-show" teve a apresentação das músicas "Dig Dig Dig", "Legalize Já", "Stab", "Mantenha o Respeito", "Queimando Tudo" e "Seus Amigos". Apesar da aclamação do público no local ou via Twitter, Marcelo D2 escreveu no seu microblog que não há planos de uma reunião da banda para uma "mini-turnê", que esta apresentação foi como "tocar em um aniversário de um amigo sem babaquice ou pressão…".

### 2012–2013: Show no Circo Voador via Twitter eBox Planet Hemp
Desde a confirmação de Marcelo D2 sobre a única apresentação do Planet Hemp em comemoração aos 30 anos do Circo Voador, os fãs da banda aguardavam ansiosamente pela liberação da venda dos ingressos para o show do dia 28 de setembro de 2012. O site apresentou problemas e ficou fora do ar e uma longa fila se formou em volta do Circo, onde os ingressos se esgotaram em menos de uma hora. Em 2013, para comemorar o retorno aos palcos, a Sony coloca no mercado o “Box Planet Hemp”, que apresenta os quatro álbuns e um EP do grupo carioca – Usuário (1995), Hemp New Year (EP, 1996), Os Cães Ladram mas a Caravana Não Pára (1997), A Invasão do Sagaz Homem Fumaça (2000) e MTV Ao Vivo (2001). Todos encartados em embalagens simples de papelão. Além disso, um livreto com os encartes de todos os discos e um EP especial, distribuído no Natal de 1996, apenas entre os amigos da banda.

### 2018: 25 anos, filme e livro
No dia 24 de julho de 2018, o Planet Hemp completou 25 anos desde o seu primeiro show, no Garage (RJ), conforme consta da biografia oficial da banda. O livro "Mantenha o Respeito", de Pedro de Luna, conta toda a história, desde o antes (com o Skunk e a cena under carioca dos anos 1980 e, depois, 1990), todo o desenrolar da carreira do grupo, até a pausa de longos anos inativos. O livro também narra o que cada integrante fez em carreira solo enquanto o Planet hibernava, e o que aconteceu a partir da volta aos palcos. "Planet Hemp: mantenha o respeito" foi lançado em dezembro de 2018 em headshops e growshops Brasil afora. Em 2019 o autor continuou rodando o país e promovendo eventos de lançamento.
No mesmo ano chegou ao cinema "Legalize Já - Amizade Nunca Morre", contando a amizade entre Skunk e Marcelo D2.
Em 13 de julho de 2020, para celebrar o Dia Mundial do Rock, a banda realiza uma live para o Festival Planeta Brasil.

### 2021–presente:Jardineirose show "Baseado em Fatos Reais: 30 Anos de Fumaça"
Em dezembro de 2021, em show realizado na Fundição Progresso, a banda apresenta três novas músicas, cujos nomes provisórios são “Taca fogo”, “Distopia” (que terá participação de Criolo na gravação) e “Puxa fumo”, que fariam parte do seu novo álbum.
Em 21 de outubro de 2022, o álbum Jardineiros é lançado pela Som Livre.
No mesmo ano, participam da faixa "Admirável chip novo" do álbum Admirável Chip Novo (Re)Ativado lançado pela cantora Pitty.
Em junho de 2023, se apresentam no Festival João Rock, em Ribeirão Preto. Em setembro, se apresentam no Festival The Town, em São Paulo, ao lado de Criolo.
No final do ano, vencem em duas categorias do Grammy Latino 2023: “Melhor Interpretação Urbana em Língua Portuguesa” com "Distopia" e "Melhor Álbum de Rock ou de Música Alternativa em Língua Portuguesa" com Jardineiros.
Em 11 de julho de 2024, a banda realiza a gravação de um DVD no show "Baseado em Fatos Reais: 30 Anos de Fumaça" que acontece no Espaço Unimed, em São Paulo. O espetáculo, produzido por Daniel Ganjaman, contará com participações especiais de Pitty, BaianaSystem, Major RD, Rodrigo Lima (vocalista da banda Dead Fish) e Tropkillaz.

## Integrantes

### Formação atual
- Marcelo D2: vocal (1993 - 2001, 2003, 2010, 2012 - 2016, 2018 - presente)
- Formigão: baixo (1993 - 2001, 2003, 2010, 2012 - 2016, 2018 - presente)
- BNegão: vocal (1994 - 1996, 1997 - 2001, 2003, 2010, 2012 - 2016, 2018 - presente)
- Pedro Garcia: bateria (1999 - 2001, 2003, 2010, 2012 - 2016, 2018 - presente)
- Nobru: guitarra (2015 -2016, 2018 - presente)

### Ex-integrantes
- Skunk: vocal (1993 - 1994, até a sua morte)
- Bacalhau: bateria (1993 - 1998)
- Black Alien: vocal (1997 - 2001)
- Rafael Crespo: guitarra (1993 - 2013)
- Daniel Ganjaman
- DJ Zé Gonzales
- Seu Jorge

## Discografia

### Álbuns de estúdio
- (1995) Usuário
- (1997) Os Cães Ladram Mas a Caravana Não Pára
- (2000) A Invasão do Sagaz Homem Fumaça
- (2022) Jardineiros
- (2023) Jardineiros: A Colheita

### Álbuns ao vivo
- (2001) MTV ao Vivo: Planet Hemp
- (2024) Baseado em Fatos Reais: 30 Anos de Fumaça

### Extended plays
- (1995) Hemp New Year

## Prêmios e indicações
| Ano  | Resultado                   |                                                                                  |          |
| 1995 | MTV Video Music Brasil 1995 | Melhor Videoclipe de Artista Revelação                                           | Indicado |
| 1995 | MTV Video Music Brasil 1995 | Melhor Videoclipe de Rock                                                        | Indicado |
| 1997 | MTV Video Music Brasil 1997 | Melhor Videoclipe de Rock                                                        | Indicado |
| 1997 | MTV Video Music Brasil 1997 | Escolha da Audiência                                                             | Indicado |
| 2023 | Grammy Latino de 2023       | Melhor Interpretação Urbana em Língua Portuguesa (“Distopia”)                    | Venceu   |
| 2023 | Grammy Latino de 2023       | Melhor Álbum de Rock ou de Música Alternativa em Língua Portuguesa (Jardineiros) | Venceu   |

## Filmografia
- Legalize Já - Amizade Nunca Morre (90'; direção de Gustavo Bonafé e Johnny Araújo)[51]
- A Vitória Não Virá Por Acidente (5'07; direção de Mathias Maxx, 2018)